# Bainac (Corresa)
Béinat (en francès Beynat) és un municipi francès situat al departament de la Corresa i a la regió de la Nova Aquitània.

## Demografia
| 1962                                       | 1968  | 1975  | 1982  | 1990  | 1999  | 2007  |
| ------------------------------------------ | ----- | ----- | ----- | ----- | ----- | ----- |
| 1.408                                      | 1.336 | 1.132 | 1.101 | 1.068 | 1.152 | 1.225 |
| Des de 1962: població sense dobles comptes |       |       |       |       |       |       |

## Administració
| Període   | Identitat           | Partit |
| --------- | ------------------- | ------ |
| 2001-2015 | Pascal Coste        | UMP    |
| 2015-     | Jean-Michel Monteil |        |